# Frank Jelinski
Frank Jelinski, född den 23 maj 1958 i Bad Münder am Deister är en tysk racerförare.